# III Región Militar
La III Región Militar, también conocida como Capitanía General de Valencia o Capitanía General de Levante, fue una subdivisión histórica del territorio español desde el punto de vista militar en cuanto a la asignación de recursos humanos y materiales con vistas a la defensa. Su jurisdicción militar se extendía por las provincias de la actual Comunidad Valenciana, Murcia y las provincias castellanomanchegas de Albacete y Cuenca. La sede de la Capitanía General se encontraba en Valencia.

## Territorio
Comprendía las siguientes seis provincias: Valencia, Castellón, Alicante, Albacete, Cuenca y Murcia. La Región Militar, no obstante, responde ya a un modelo de defensa territorial histórico puesto que desde 2002 las Fuerzas Armadas españolas se organizan en unidades tácticas en función de los cometidos y misiones asignados.

## Historia

### Orígenes
La división de España en Capitanías Generales data de 1705, cuando se ajustaron a los antiguos reinos que constituían la Monarquía Hispánica. Se trataba de trece regiones: Andalucía, Aragón, Burgos, Canarias, Castilla la Vieja, Cataluña, Extremadura, Galicia, Costa de Granada, Guipúzcoa, Mallorca, Navarra y Valencia. 
En 1898 se volvió a dividir el territorio peninsular en siete nuevas Regiones Militares, a la vez que se constituyeron las Comandancias Generales de Baleares, Canarias, Ceuta y Melilla. La III Región Militar tiene su origen en la Capitanía General de Valencia, manteniendo sede y las cinco provincias de los antiguos reinos de Valencia y de Murcia, agregándose temporalmente la provincia de Cuenca de la Capitanía General de Castilla la Nueva.

### Siglo XX
Tras la proclamación de la Segunda República, un decreto gubernamental disolvió las regiones militares y las sustituyó por las Divisiones Orgánicas. En julio de 1936, desempeñaba la jefatura de la III División Orgánica el general de brigada Fernando Martínez-Monje Restoy.
En julio de 1939, tras finalizar la guerra civil española quedan restablecidas las regiones militares. A la III Región se asigna el III Cuerpo de Ejército con dos divisiones: la 31.ª (Valencia) y la 32.ª (Alicante). El número de Regimientos era entonces de trece: 7 de Infantería, 1 de Caballería, 3 de Artillería de Campaña, 1 de Antiaéreos y 1 de Ingenieros.

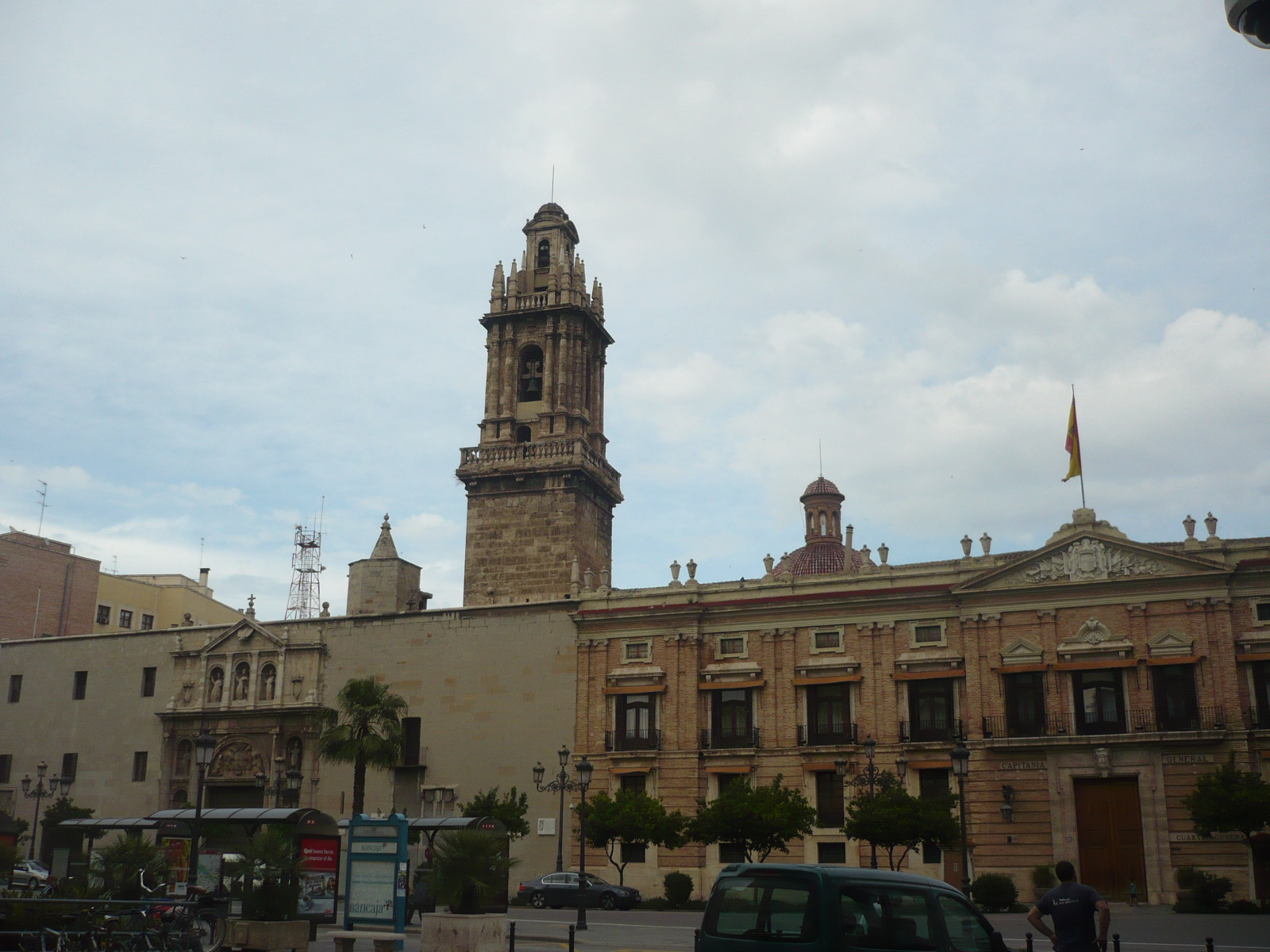
Convento de Santo Domingo de Valencia, la antigua sede de Capitanía ubicada junto a la ya desaparecida Ciudadela.

Durante los primeros momentos del fallido Golpe de Estado en España de 1981 el entonces capitán general de la zona, el Teniente general Jaime Milans del Bosch, se unió a la sublevación y decretó el Estado de Guerra en toda la región bajo su jurisdicción. Aquella noche del 23 de febrero, Milans del Bosch llegó a sacar a las calles de la capital valenciana a 1.800 efectivos militares y 60 carros de combate que llegaron a retransmitirse en Televisión. La ciudad estaba rodeada de militares con blindados y otros camiones del ejército que habían salido de las bases de Bétera y Paterna. Una columna blindada se dirigía a la Base aérea de Manises para convencer a su comandante de que se sumase al golpe, pero este no lo hizo, amenazando incluso con hacer desplegar dos cazas con misiles contra los tanques, optando estos por regresar. Además, ante la clara negativa del rey Juan Carlos I a secundar a los golpistas, el Capitán general hubo de obedecer las órdenes del monarca y retiró de las calles a las tropas. A excepción de Madrid (I Región Militar), en ninguna otra región militar hubo conatos golpistas. Al día siguiente fue detenido y posteriormente sería juzgado por la fracasada intentona golpista.
Tras la llegada al poder de Felipe González en 1982, tuvo lugar una progresiva reestructuración de las Fuerzas Armadas de España y la Región Militar desapareció a todos los efectos con el Real Decreto de 6 de septiembre de 2002 en el marco de la reorganización de las fuerzas del Ejército de Tierra.

## Mandos
| Segunda República - 1931-1935: José Riquelme López-Bago - 1935-1936: Agustín Gómez Morato - 1936: Fernando Martínez-Monje Restoy Guerra Civil - 1936: Fernando Martínez-Monje Restoy - 1936: José Miaja Menant - 1936-1937: Juan García Gómez-Caminero Dictadura franquista - 1939-1940: Antonio Aranda Mata - 1940-1942: Enrique Cánovas Lacruz - 1942-1943: Eliseo Álvarez-Arenas Romero - 1943-1945: Miguel Abriat Cantó - 1945-1950: José Monasterio Ituarte - 1950-1953: Gustavo Urrutia González - 1953-1962: Joaquín Ríos Capapé | - 1962-1967: Santiago Mateo Marcos - 1967-1969: Joaquín González Vidaurreta - 1969-1971: Joaquín Nogueras y Márquez - 1971-1975: Luis Gómez Hortigüela Reinado de Juan Carlos I - 1975-1976: Luis Gómez Hortigüela - 1976-1977: Antonio Taix Planas - 1977-1981: Jaime Milans del Bosch y Ussía - 1981: Antonio Pascual Galmés - 1981-1983: Rafael Allendesalazar y Urbina - 1983-1985: Manuel Vallespín y González Valdés - 1985-1988: Juan Bautista Sánchez Bilbao - 1988-1991: Andrés Freire Conde - 1991-1995: Agustín Quesada Gómez - 1995-1997: Alfonso Pardo de Santayana y Coloma (último) |

## Organización
La guarnición de la III Región Militar era de una importancia considerable, al albergar esta región a la poderosa División de Infantería Motorizada Maestrazgo n.º 3 y a la BRIDOT III. Esta región disponía de gobiernos militares en Valencia, Castellón, Alicante, Murcia, Cartagena y Albacete, así como de comandancias militares en Lorca y Alcoy. En febrero de 1981, las unidades con base en esta región militar eran las siguientes:
División de Infantería Motorizada Maestrazgo n.º 3.
- Cuartel General. Valencia. 
  - Estado Mayor.
  - Compañía de Policía Militar n.º 3.
- Núcleo de Tropas Divisionario. 
  - Regimiento Mixto	de Ingenieros n.º 3. Valencia.
  - Agrupación Logística n.º	3. Valencia.
  - Regimiento de Artillería	de Campaña n.º 17. Paterna (Valencia).
  - Grupo de Artillería Antiaérea Ligero	n.º 3. Paterna (Valencia).
  - Regimiento de Caballería Ligera Acorazada Lusitania n.º 8. Marines (Valencia).
- Brigada de Infantería Motorizada XXXI. 
  - Cuartel General. Castellón.
  - Regimiento de Infantería Motorizable Tetuán n.º 14. Castellón.
  - Regimiento Mixto	de Infantería Vizcaya n.º 21. Bétera (Valencia).
  - Grupo de Artillería XXXI. Paterna (Valencia).
  - Batallón	Mixto de Ingenieros XXXI. Valencia.
  - Agrupación Logística XXXI. Paterna (Valencia).
- Brigada de Infantería Motorizada XXXII. 
  - Cuartel General. Cartagena (Murcia).
  - Regimiento de Infantería Motorizable Mallorca n.º 13. Lorca (Murcia).
  - Regimiento Mixto de Infantería España n.º 18. Cartagena (Murcia).
  - Grupo de Artillería XXXII. Murcia.
  - Batallón	Mixto de Ingenieros	XXXII. Cartagena (Murcia).
  - Agrupación Logística	XXXII. Cartagena (Murcia).

Regimiento de Artillería Mixto n.º 6. Cartagena (Murcia).
BRIDOT III (Brigada de Infantería de Defensa Operativa del Territorio III). 
- Cuartel General. Alicante.
- Regimiento de Infantería San Fernando n.º 11. Alicante.
- Regimiento de Infantería Guadalajara n.º 20. Paterna (Valencia).
- Plana Mayor Reducida del Regimiento de Infantería Bailén n.º 60. Cartagena (Murcia).
- Compañía de Operaciones Especiales n.º 31. Alicante. Adscrita al Regimiento de Infantería San Fernando n.º 11.
- Compañía de Operaciones Especiales n.º 32. Paterna (Valencia). Adscrita al Regimiento de Infantería Guadalajara n.º 20.
- Grupo Ligero de Caballería III. Alcoy (Alicante).
- Regimiento de Artillería de Campaña n.º 18. Murcia.
- Batallón Mixto de	Ingenieros	III. Valencia.
- Agrupación Mixta de Encuadramiento n.º 3. Valencia.